# Motycze Poduchowne
Motycze Poduchowne – wieś w Polsce, położona w województwie podkarpackim, w powiecie tarnobrzeskim, w gminie Gorzyce.
W czasach II Rzeczypospolitej wieś leżała w granicach powiatu tarnobrzeskiego, w województwie lwowskim. Po drugiej wojnie światowej – w granicach województwa rzeszowskiego, a w latach 1975-1998 – w granicach województwa tarnobrzeskiego.